# Aide médicale à mourir au Canada
L'aide médicale à mourir (AMM) est la locution officiellement utilisée pour désigner principalement l'euthanasie dans la loi fédérale canadienne ainsi que dans la loi provinciale québécoise. Dans une moindre mesure, elle désigne en outre le suicide assisté dans la loi fédérale (qui porte alors le nom particulier d'« aide médicale à mourir auto-administrée »). 
Bien que la notion n'était prévue à l'origine que pour les malades en phase terminale qui demandaient l'euthanasie, l'aide médicale à mourir est progressivement étendue à des personnes qui ne sont pas en phase terminale, y compris des personnes souffrant de troubles mentaux, dans un contexte de suicide assisté.

## Droit fédéral canadien
Depuis 2016, l'euthanasie active volontaire, appelée « aide médicale à mourir », est légale au Canada pour toutes les personnes âgées d'au moins 18 ans qui ont une maladie en phase terminale qui a progressé au point où une mort naturelle est « raisonnablement prévisible ». Afin d'éviter le tourisme du suicide (en), seulement les personnes éligibles à réclamer l'assurance maladie canadienne peuvent l'utiliser. La légalisation de cette pratique est survenue dans les années 2015-2016 à la suite d'une série de décisions de la Cour suprême du Canada qui ont annulé l'interdiction de suicide assisté médicalement par les lois canadiennes.

### Avant l’arrivée de l’arrêtCarter
Le débat sur l’AMM au Canada avant l'arrêt Carter était marqué par une tension entre la protection des individus vulnérables et le respect de l’autonomie des patients souhaitant mourir dans la dignité. La décision Rodriguez a maintenu l’interdiction de l’AMM, argumentant la valeur probante de protéger les personnes vulnérables. Toutefois, le développement international concernant l’AMM, mis en évidence par l’instauration des lois dans divers pays, a établi les fondations nécessaires pour réexaminer cette approche.
La première affaire significative concernant l’AMM au Canada fut celle de Rodriguez c Colombie-Britannique (PG) en 1993. Souffrant de sclérose latérale amyotrophique (SLA), Rodriguez a soutenu que l’article 241 du Code criminel violait l’article 7 de la Charte, soit « le droit à la vie, à la liberté et à la sécurité de sa personne ». La Cour a effectivement conclu que l’article 7 de la Charte fut violé, mais que cette violation était justifiée sous l’article 1, qui permet de limiter les droits s’il est « démontrablement justifié dans une société libre et démocratique ». Ainsi, selon la position canadienne de l’époque, l’AMM était toujours interdite alors qu’elle était considérée comme un acte criminel(voir : Rodriguez c. Colombie-Britannique (Procureur général)).
Depuis cette décision de 1993, il y a eu neuf propositions de loi à la Chambre des communes du Canada ayant pour but de décriminaliser l'euthanasie et le suicide assisté qui ont toutes été rejetées, la dernière étant le projet de loi C-384 qui a été rejeté le 21 avril 2010 avec une majorité de 228 voix contre et 59 pour. Ce projet de loi avait été proposé par Francine Lalonde du Bloc québécois, qui avait déjà proposé deux autres projets de loi similaires dans le passé. Moins de cinq ans après avoir dépénalisé l'euthanasie, le Canada permet désormais à toute personne atteinte d'une affection grave et incurable et qui souhaite mourir d'avoir recours à ce processus.
À cette époque, l'euthanasie active volontaire, non volontaire ou involontaire était criminelle et punissable sous le chef d'accusation de meurtre, mais il existait une tolérance dans certaines provinces sur l'euthanasie passive lors de la phase terminale. L'article 241 du Code criminel du Canada condamnait « d'aider et d'encourager le suicide ». 

### ArrêtCarter
Taylor Carter  était atteinte de sclérose latérale amyotrophique (SLA), soit une maladie qui réduit l’autonomie et engendre une mort « terrassée par la douleur ». Ne voulant pas subir de telles souffrances, Taylor demande aux tribunaux d’obtenir l’AMM. Le couple Carter était parti au litige, puisqu’ils avaient aidé la mère de Carter à obtenir l’AMM en Suisse étant donnée l’interdiction canadienne à l’époque. Le 15 juin 2012, la juge Lynn Smith de la Cour suprême de la Colombie-Britannique a jugé, dans l'affaire Carter c. Canada que cet article du Code criminel imposait un fardeau excessivement discriminatoire sur les personnes gravement handicapées qui ne sont pas valables en vertu des articles 7 et 15 de la Charte canadienne des droits et libertés en opposition au jugement de la Cour suprême du Canada de 1993 dans l'affaire Rodriguez c Colombie-Britannique qui avait décidé que l'article 241 du Code criminel était constitutionnellement valide. 
Le 6 février 2015, la Cour suprême du Canada a unanimement décidé, dans l'affaire Carter c. Canada, que les adultes canadiens qui sont mentalement aptes et qui souffrent de manière intolérable et permanente ont le droit à l'aide médicale à mourir. En l’espèce, la Cour Suprême du Canada est venue confirmer la décision de première instance. En effet, la cour a jugé que l'interdiction de l'aide médicale à mourir est inconstitutionnelle en ce que les articles 14 et 241 du Code criminel du Canada portent atteinte à l'article 7 de la Charte canadienne des droits et libertés garantissant le droit à la vie, à la liberté et à la sécurité ; la Cour suprême invalide ainsi son propre jugement rendu dans l'affaire Rodriguez c. Colombie-Britannique en 1993. Le jugement précise toutefois que cette invalidité constitutionnelle s'applique seulement aux personnes adultes capables qui consentent clairement à mettre fin à leur vie et qui sont affectées de problèmes de santé graves et irrémédiables causant des souffrances persistantes et intolérables. La Cour a cependant suspendu son jugement pour une durée de 12 mois afin de laisser le temps au gouvernement du Canada d'écrire une nouvelle législation et d'adopter de nouvelles lois et de nouvelles politiques au sujet du suicide assisté,. En janvier 2016, la cour a étendu cette période de suspension pour quatre mois additionnels à la suite de l'élection d'un nouveau gouvernement. De plus, elle a permis, comme mesures intérimaires, aux cours provinciales d'approuver des applications pour l'euthanasie jusqu'à ce que la nouvelle loi soit adoptée.
Un comité parlementaire étudiant le sujet à la suite de la décision de la Cour suprême a publié un rapport recommandant que toute personne ayant des souffrances intolérables devrait pouvoir avoir accès à l'aide d'un docteur pour mourir. Le 14 avril 2016, le gouvernement fédéral a introduit le projet de loi légalisant la mort assistée dans des conditions plus restrictives que le recommandait le comité. En effet, ce projet de loi permet seulement l'accès à la mort assistée pour une personne dont la maladie est en phase terminale et que la mort est « raisonnablement prévisible ». Ce projet de loi a reçu de l'opposition de plusieurs partis au Sénat qui le critiquait pour avoir été écrit trop rapidement et pour être trop restrictif en comparaison à la décision de la Cour suprême. Ainsi, le Sénat a effectué plusieurs amendements au projet de loi. La Chambre des communes a adopté tous les amendements du Sénat à l'exception d'un seul, celui qui enlevait l'exigence que la mort doit être « raisonnablement prévisible ». Le projet de loi est officiellement devenu une loi le 17 juin 2016 après avoir été accepté par les deux chambres du Parlement du Canada et avoir reçu la sanction royale, légalisant ainsi officiellement le suicide assisté au Canada.

### Récents projets de loi
De nombreux projets de loi ont été adoptés depuis l’établissement du premier cadre législatif en vue de modifier les critères d’admissibilité à l’AMM et ainsi répondre aux inquiétudes de la société et suivre les tendances adoptées par les pays occidentaux.
Le projet de loi C-7, sanctionné en 2021, est venu éliminer le critère de « mort naturelle et raisonnablement prévisible » à titre de critère d’admissibilité. Avec ce changement, tout individu sera admissible tant qu’ils ont un « problème de santé grave et irrémédiable », soit que la maladie est « incurable », « irréversible » et cause des « souffrances »[réf. nécessaire].
Le projet de loi S-248, qui est toujours à l’étude, vise à apporter des modifications en ce qui concerne le critère de consentements à l’obtention de l’AMM. Les modifications permettraient aux individus atteints de maladies cognitives, soit des maladies qui entraînent une perte de conscience, de pouvoir remplir un formulaire de demande anticipé, afin de respecter le critère de consentement éclairé avant qu’il y ait perte de conscience.
Le projet de loi C-62, sanctionné en 2024, est un ajout du projet de loi C-7 de 2021. Ce projet a rendu inadmissible l’AMM aux personnes qui sont uniquement atteintes de trouble de santé mentale, et ce, jusqu’en 2027.
En bref, les projets de loi additionnels du Canada visent à modifier le cadre législatif afin de suivre les préoccupations sociétales et la position occidentale. De telles modifications sont susceptibles de se reproduire dans le futur, alors que le législateur canadien voudra assurer la présence d’un cadre réglementaire d’actualité adapté à la réalité canadienne, qui respecte les considérations éthiques et sociétales. À titre d’exemple, le projet de loi S-248 en cours vise à suivre la position du Pays-Bas et de la Belgique, qui acceptent la présence demande anticipée.

## Droit québécois
Le 5 juin 2014, l'Assemblée nationale du Québec adopta la Loi concernant les soins de fin de vie qui introduit l'« aide médicale à mourir » dans le système de santé québécois. Le Québec devint ainsi la première province canadienne à légiférer sur le « droit à mourir ». Le texte de la loi n'inclut aucune mention de l'« euthanasie », mais prévoit qu'un patient atteint d'une maladie incurable et ayant des souffrances exceptionnelles peut demander l'aide médicale à mourir, qui consiste en l'administration de médicaments entraînant le décès du patient. Après avoir été initiée au courant de la législature précédente, la loi a été reprise par le gouvernement suivant malgré le changement du parti au pouvoir. Elle adoptée à 94 voies contre 22 au moment de son adoption, en juin 2014.
Certaines critiques ont dénoncé son utilisation d'euphémismes en utilisant « aide médicale à mourir » au lieu d'« euthanasie ». Il était prévu que le gouvernement fédéral conteste cette loi devant les tribunaux. Cependant, le jugement rendu par la Cour suprême du Canada invalidant la criminalité de l'aide médicale à mourir dans des cas bien précis qui se rapprochent grandement de le portée de la loi québécoise enlève du poids à l'argument du gouvernement fédéral qui se basait sur le fait que le Code criminel a préséance sur les lois provinciales même en matière de santé. Finalement, le gouvernement du Canada légalisa lui-même l'aide médicale à mourir en 2016.

## Données relatives au taux de décès attribuables à l'aide médicale à mourir
Selon Radio-Canada, « plus de 7 % des décès découlent de l’aide médicale à mourir au Québec ». Il s'agirait du taux le plus élevé au monde en 2022, devant le Pays-Bas (4,8 %) et la Belgique (2,3 %)

## Critiques du régime législatif
D'après le journaliste Leyland Cecco, écrivant dans le journal The Guardian, des Canadiens malades et vivant dans la pauvreté se seraient sentis contraints à recourir à l'aide médicale à mourir depuis l'élargissement des critères d'accès de la loi.

« [TRADUCTION] En février, une Ontarienne de 51 ans connue sous le nom de Sophia a obtenu l'aide médicale à mourir après que sa maladie chronique soit devenue intolérable et que sa maigre allocation d'invalidité lui laissait peu de moyens de subsistance, selon CTV News.
"Le gouvernement me considère comme une poubelle inutile, une plaignante, inutile et une emmerdeuse", a-t-elle déclaré dans une vidéo obtenue par le réseau. Pendant deux ans, elle et des amis ont plaidé sans succès pour de meilleures conditions de vie, a-t-elle dit. »

Le réseau CTV fait état d'une autre femme appelée Denise qui a fait une demande pour l'aide médicale à mourir après avoir échoué à trouver un appartement à prix abordable qui n'empirerait pas ses maladies chroniques.
Dans un cas similaire, un citoyen canadien de 61 ans, Alan Nichols, souffrant de perte d'audition à la suite d'une opération à l'âge de douze ans, et d'une dépression à la suite du décès de son père, les deux conditions étant sans danger pour sa santé, aurait été euthanasié sans motifs médicaux valables, et malgré les objections de sa famille et d'une infirmière. Admis à l'hôpital général de Chilliwack en juin 2019 pour malnutrition et déshydratation, il mourut un mois plus tard par injection,.
Pour certains intervenants, ces problèmes ne concernent pas la loi directement (qui a été élargie à la suite d'un jugement d'inconstitutionnalité rédigé par le juge Christine Baudouin, la fille du juge Jean-Louis Baudouin), mais cela concernerait plutôt la façon dont la société canadienne traite les personnes les plus démunies et la relative faiblesse des protections économiques existantes comme les programmes d'accès à un logement abordable.
L'avocat Patrick Martin-Ménard rappelle toutefois qu'en l'état actuel du droit, la loi ne peut s'appliquer qu'aux personnes souffrant de maladies, que les critères de la loi sont sévères et que les difficultés économiques à elles seules ne justifient pas une demande d'aide médicale à mourir. La femme ontarienne en question était en réalité atteinte d'hypersensibilité chimique multiple lorsqu'elle a été injectée de la substance mortelle.